# Tatiana Sevriukova
Tatiana Sevriukova (Tashkent, Unión Soviética, 30 de junio de 1917-1981) fue una atleta soviética especializada en la prueba de lanzamiento de peso, en la que consiguió ser campeona europea en 1946.

## Carrera deportiva
En el Campeonato Europeo de Atletismo de 1946 ganó la medalla de oro en el lanzamiento de peso, con una marca de 14.16 metros que fue récord de los campeonatos, superando a la francesa Micheline Ostermeyer (plata con 12.84 metros) y a la italiana Amelia Piccinini (bronce con 12.22 metros).